# プリシラ・ヒル
プリシラ・ヒル（Priscilla Hill, 1960年10月4日 - ）は、アメリカ合衆国の女性フィギュアスケート選手で、
現在はフィギュアスケートコーチ。
全米選手権で二度メダリストとなり、世界選手権にも二度出場した。
彼女はアメリカの女性フィギュアスケート選手として、初めてトリプルループを成功させた。

## 経歴
9歳でコンパルソリーを習得し、1972年、11歳の時、全米選手権女子シニアクラスに出場した最も若い選手となった。
1975年、チェコスロバキアで開催された プラハ・スケートでトリプルループを成功させた。 
コーチとしても活躍し、ジョニー・ウィアー、アシュリー・ワグナーなどを指導した。

## 主な戦績
| 大会/年            | 1973–74 | 1974–75 | 1975–76 | 1976–77 | 1977–78 | 1978–79 | 1980–81 |
| ------------------ | ------- | ------- | ------- | ------- | ------- | ------- | ------- |
| 世界選手権         |         |         |         |         | 9       |         | 7       |
| 全米選手権         |         |         |         |         | 3       |         | 2       |
| ネーベルホルン杯   |         | 1       |         |         |         |         |         |
| リッチモンド杯     |         |         |         |         | 1       |         |         |
| Eastern Sectionals | 1       |         | 1       | 1       | 1       | 1       |         |